# J'S CHAMP'98
『J'S CHAMP'98』（ジェイズ・チャンプ・ナインティエイト）は、FM-FUJIで放送されたアーティスト出演のラジオ番組の複合枠である。
本項では1998年4月から9月期に放送された番組を取り上げる。

## 概説
1990年代に入り、FM-FUJIは、東京支社（STUDIO ViViD）が開設されるとともに、アーティストのレギュラー出演番組に積極的に力を入れてきた。特に東京支社制作の時間帯となっている平日の夜の時間帯はアーティスト番組が幅を利かせており、ほとんどの番組が生放送で発信されてきた。それらの番組からブレイクするアーティストも少なくない。
FM-FUJIはアーティスト番組の充実を図るべく1998年4月、月曜～木曜日の21時～24時枠をJ'S CHAMP'98という複合枠でくくり、8本もの番組を編成した。9月まで続く。
なお、FM-FUJI東京支社制作のアーティスト出演番組の多くは冠番組となっている。

## 各曜日の放送番組

### 月曜日
21：00
『HAKUEI SPECIAL ROLLING THUNDER』
DJ：HAKUEI (PENICILLIN)
もともとは1996年10月-1997年9月まで、同じHAKUEIのDJ番組で、甲府本社で制作され、日曜夜20:00-20:55（55分）枠に放送されていた『CHAMELEON KISS』（カメレオン・キス）という番組。同番組を発展解消する形で、制作を東京支社へ移管、HAKUEI初の冠ラジオ番組となった。1997年10月開始時は23:00-24:00だった。一時期22:00枠へ移動（→21:00へ復帰）し、2001年9月をもって終了した。
22：00
『RADIO Ftc』
DJ：FANATIC◇CRISIS
FANATIC◇CRISISの冠番組として、本枠新設とともに登場したが、半年で終了する。

### 火曜日
21：00
『TOSHI IN GOOD VOICE』
DJ：TOSHI（X JAPAN（1997年解散、2008年に再結成））
1996年4月に放送開始（23:00-24:00）。本枠新設に伴い2時間繰り上げ。
本枠で放送していた1998年（番組3年目）に、TOSHIの宗教問題（一部週刊誌報道）が持ち上がった。ちなみに同年5月にはX JAPANのメンバーだったhideが死去している。
1998年9月の本枠廃止とともに、TOSHI IN GODD VOICEは2年半にわたる歴史に終止符を打った。
22：00
『ROUAGE RAW KAZUSHI TUNE』
DJ：KAZUSHI(ROUAGE)
本枠新設とともにスタートした、ROUAGEメンバー、KAZUSHIの冠番組。本枠廃止とともに1時間に短縮され（23:00開始に繰り下げ、1999年4月より22:00に復帰）、2000年3月をもって終了となった。

### 水曜日
21：00
『YONE'S GROOVE BABY C'MON』
DJ：米倉利紀
月〜木曜深夜の人気番組だった『POWER ZZZ』（1998年3月終了）でリスナーから一躍人気を得た米倉の単独冠番組として登場。本枠廃止とともに22:00-23:00枠へ移動、末期には日曜夕方17:00-18:00枠で放送され、そして終了した。
22：00
『BABY BOMBERS WITH DEAR』
DJ：Mahiro (Dear)
1997年10月開始。木曜日23:00枠からの移動。

### 木曜日
21：00
『KINETTALK』
DJ：木根尚登
TM NETWORKの木根尚登の冠番組。1997年4月に甲府本社制作で日曜夕方17:30-17:55（25分）枠（収録）で開始。その翌年に制作を東京支社に移管し本枠に編入され、1時間生放送となる。本枠廃止後、10月より火曜22:00-23:00枠へ移動し、1999年3月に終了するまで約2年間にわたって放送された。
この番組の前身は1997年1月-3月に放送された『REMEMBER ME?』（甲府本社制作）。
22：00
『黒夢・清春のKIKAナイト LONG VERSION』
- DJ：清春（黒夢→SADS）

1996年4月に23:00の1時間枠『黒夢・清春のKIKAナイト』（くろゆめきよはるのキカナイト）として放送開始。清春が自らのこだわりや、影響・感銘を受けたアーティストの楽曲などを紹介。その後、1997年10月より24:00-26:00に繰り下げ、2時間枠となり、タイトルも『黒夢・清春のKIKAナイト LONG VERSION』（=ロングバージョン）となる。1998年4月に本枠に編入、2時間繰上げとなる。
1998年10月より22:00-23:00枠となり、再び1時間番組に戻りタイトルも『黒夢・清春のKIKAナイト』に復帰。
1999年3月の黒夢の活動休止とともに、KIKAナイト第1期は3年間の歴史に幕を下ろす。
6年のブランクを経て、2005年4月より、清春の冠を外した『KIKAナイト11』（キカナイトイレブン）として復活し、金曜23:00-24:00に放送。もちろんDJは清春が担当。2007年3月まで2年間続く。
なお、フジテレビ系列のバラエティ番組『キカナイト』とはタイトルが似ているが無関係。

## このほかFM-FUJIにおける主なアーティスト番組
- 宇都宮隆 EASY ATTRACTION（宇都宮隆）
- SING LIKE TALKING FAST BREAK （SING LIKE TALKING）
- EBONY & IVORY （かとうれいこ）
- ON THE FREEWAY （中村耕一：JAYWALK）
- GISHOの会いたくて大滝（GISHO：PENICILLIN）- ※「RADIO-Veep」内の1コーナーとして放送
- CYBER NET CITY-FULLMETAL MIX-（HISASHI：GLAY）
- BRAIN TRIP NIGHT（キリト：Angelo）
- ハロー!プロジェクトメンバー出演番組
  - Hello! Project Monday Party
  - B.B.L. （美勇伝）
  - COLORFUL PLEASURE（メロン記念日）
  - Hello! Project Night（ハロー!プロジェクトメンバーが出演）
    - CUTIE PARTY（梅田えりか・矢島舞美：℃-ute）
    - GAKI・KAME（新垣里沙・亀井絵里：モーニング娘。）
- ジャニーズ関連
  - SHO BEAT（櫻井翔：嵐）
  - SHIGET TOGETHER（加藤成亮：NEWS）
  - TSUYOSHI'S RADIO LOVE-DHA!（244 ENDLI-x（堂本剛）：KinKi Kids）
- MEGUMI-X（MEGUMI）
- 〜DJ KOO PRESENTS〜 BEAT GOES ON（DJ KOO）
- FROM BACK STAGE（Qwai）
- MANO-DELI（真野恵里菜）
- STEP BY STEP（林田健司）
- MUTUAL LOVE（下川みくに）

ほか多数